# دين فونيس (قرطبة)
دين فونيس (بالإسبانية: Deán Funes, Córdoba)‏ هي منطقة سكنية تقع في الأرجنتين في Ischilín Department.[بحاجة لمصدر] يقدر عدد سكانها بـ 20,164 نسمة وترتفع عن سطح البحر 700 متر.